# Перета
Перета (итал. Pereta) је насеље у Италији у округу Гросето, региону Тоскана.
Према процени из 2011. у насељу је живело 182 становника. Насеље се налази на надморској висини од 261 м.